# 교방동
교방동(校坊洞)은 대한민국 경상남도 창원시 마산합포구에 있는 행정동 및 법정동이다. 취락은 무학산에서 발원한 교방천의 상류인 서원곡에 따라 발달하며, 서원곡에는 용주암, 백운사, 원각사, 서학사, 봉서사 등 사찰과 고운 최치원이 수도하던 고운대와 조선 선조 때 문공정술이 시서를 강론하던 관해정 등 놀이터가 많아 사시사철 시민과 등산객이 많이 찾고 있다.

## 개요
본래 합포현의 지역으로, 회원현의 향교가 있었으므로 교방이라 불리게 되었다. 무학산의 남쪽 완사면에 위치하며, 조선 태종 때 창원부에 편입되었다. 1910년 마산부제 실시에 따라 마산부 외서면에 편입되었고, 1914년 행정구역 통합에 의하여 창원군에 편입되었다가 1943년 마산부 구역 확장에 따라 다시 마산부에 편입되었다.

## 법정동
- 교방동
- 교원동
- 상남동 일부

## 교육
- 교방초등학교
- 의신여자중학교
- 합포고등학교
- 경남전자고등학교

## 주거
| 단지명                    | 건설사            | 시행사                           | 주소                             | 입주        | 비고             |
| ------------------------- | ----------------- | -------------------------------- | -------------------------------- | ----------- | ---------------- |
| 창원 푸르지오 더 플래티넘 | 대우건설 쌍용건설 | 교방1구역 주택재개발정비사업조합 | 마산합포구 노산서9길 20 (1단지)  | 2024년 10월 | 교방3구역 재개발 |
| 창원 푸르지오 더 플래티넘 | 대우건설 쌍용건설 | 교방1구역 주택재개발정비사업조합 | 마산합포구 교방동18길 14 (2단지) | 2024년 10월 | 교방3구역 재개발 |
| 창원 푸르지오 더 플래티넘 | 대우건설 쌍용건설 | 교방1구역 주택재개발정비사업조합 | 마산합포구 교방동18길 15 (3단지) | 2024년 10월 | 교방3구역 재개발 |
| 창원 롯데캐슬 프리미어    | 롯데건설          | 회원1구역 주택재개발정비사업조합 | 마산합포구 노산서18길 80         | 2020년 7월  | 회원1구역 재개발 |